# Kropak (Wirosari)
Kropak is een bestuurslaag in het regentschap Grobogan van de provincie Midden-Java, Indonesië. Kropak telt 3961 inwoners (volkstelling 2010).